# Alireza Panahian
Alireza Panahian (persiska: علیرضا پناهیان), född 1965 i Teheran, är en av Irans mest kända imamer och religiösa föreläsare. Han har grundat den religiösa skolan Darolhekmah i Teheran och har nu ansvar för den.